# Lenguas cushitas orientales de las tierras altas
Las lenguas cushíticas de las tierras altas o burji-sidámicas son un subgrupo de lenguas del grupo cushita oriental de las lenguas afroasiáticas habladas en el centro y sur de Etiopía. La lengua demográficamente más importante es el sidamo, con cerca de dos millones hablantes.

## Clasificación
Frecuentemente se han considerado relacionadas dentro del cushita con las lenguas cushitas centrales de las tierras bajas (Oromo-Komso, Somalí-Rendile, Afar-Saho), las lenguas dullay y el yaaku, formando una agrupación llamada lenguas cushitas orientales que como grupo filogenético es dudoso.
Las lenguas cushitas orientales de las tierras bajas son:
- Burji (lengua divergente)
- Lenguas sidámicas (propiamente dichas)
  - Sidamo
  - Gedeo
  - Hadiyya–Libido
  - Kambaata–Alaba-K'abeena.

Excepto por el burji, las otras lenguas están estrechamente emparentadas. El hadiyya y el libido son especialmene cercanas al igual que el kambaata y el alaba.

### Comparación léxica
Los numerales para diferentes lenguas cushíticas orietnales de las tierras altas son:
| GLOSA | Burji   | Alaaba   | Kambaata | Gedeo    | Hadiyya  | Libido   | Sidamo | PROTO- CUSH. T.ALT. |
| ----- | ------- | -------- | -------- | -------- | -------- | -------- | ------ | ------------------- |
| 1     | mičča   | matú     | máto     | mitte    | mato     | mato     | mite   | *mittə              |
| 2     | lama    | lamú     | lámo     | lame     | lamo     | lamo     | lame   | *lamə               |
| 3     | fadia   | sasú     | sáso     | sase     | saso     | saso     | sase   | *sasə               |
| 4     | foola   | ʃɔːlú    | ʃóolo    | šoole    | sooro    | sooro    | šoole  | *soːrə              |
| 5     | umutta  | ʔɔntú    | ónto     | onde     | onto     | ʔonto    | onte   | *omutə              |
| 6     | lia     | lehú     | lého     | ǰaane    | loho     | leho     | lee    | *lehə               |
| 7     | lamala  | lamalá   | lamála   | torbaane | lamara   | lamara   | lamala | *lamara             |
| 8     | hiditta | hizzeːtú | hezzéeto | saddeeta | sadeento | sadeento | sette  | *sadditə            |
| 9     | wonfa   | hɔnsú    | hónso    | sallane  | honso    | honso    | honse  | *honsə              |
| 10    | tanna   | tɔnnsú   | tordúma  | tomme    | tommo    | tommo    | tonne  | *tarmə              |